# Kristijan Đorđević
Kristijan Đorđević (in serbo Кристијан Ђорђевић?; Spaichingen, 6 gennaio 1976) è un ex calciatore serbo nato in Germania, di ruolo centrocampista.

## Carriera

### Club
Gioca per Reutlingen, Stoccarda e Schalke 04.

### Nazionale
Il 2 settembre 1998 a Niš gioca contro la Svizzera (1-1).

## Palmarès

### Club

#### Competizioni nazionali
- Coppa di Germania: 2

Stoccarda: 1996-1997
Schalke 04: 2001-2002

#### Competizioni internazionali
- Coppa Intertoto UEFA: 2

Stoccarda: 2000
Schalke 04: 2003